# Eutelia blandiatrix
Eutelia blandiatrix là một loài bướm đêm trong họ Noctuidae.